# Günter Bovermann
Günter Bovermann (* 5. November 1929 in Aschaffenburg) ist ein deutscher Jurist, Verwaltungsbeamter und Politiker (SPD).

## Leben und Beruf
Nach dem Abitur am Gymnasium in Mülheim an der Ruhr studierte Bovermann Rechts- und Staatswissenschaften an den Universitäten in Mainz und Köln. Anschließend trat er in den Verwaltungsdienst ein. Er arbeitete von 1959 bis 1965 im Finanzministerium des Landes Nordrhein-Westfalen, wurde 1962 zum Dr. jur. promoviert und war von 1965 bis 1967 Sekretär im Finanzausschuss des Bundesrates. Von 1967 bis 1969 leitete er die Haushaltsabteilung im Finanzministerium des Landes Hessen.
Bovermann war von 1976 bis 1979 Direktor des Landespersonalamtes in Hessen. 1979 wurde er Geschäftsführender Gesellschafter der Eurosurvey GmbH in Wiesbaden. Ferner wirkte er als Vorsitzender des Naturschutzzentrum Hessen in Wetzlar.

## Öffentliche Ämter
Bovermann amtierte von 1969 bis 1976 als Staatssekretär und Chef der Staatskanzlei in der von Ministerpräsident Albert Osswald geführten Regierung des Landes Hessen.
| Personendaten    | Personendaten                                            |
| ---------------- | -------------------------------------------------------- |
| NAME             | Bovermann, Günter                                        |
| KURZBESCHREIBUNG | deutscher Jurist, Verwaltungsbeamter und Politiker (SPD) |
| GEBURTSDATUM     | 5. November 1929                                         |
| GEBURTSORT       | Aschaffenburg                                            |